# Lissosculpta impexa
Lissosculpta impexa là một loài tò vò trong họ Ichneumonidae.